# 柚崎通介
柚﨑 通介（ゆざき みちすけ、1959年10月6日 - ）は、日本の神経科学者。慶應義塾大学医学部生理学教授。
大阪府東大阪市生まれ。
2022年現在、日本神経科学学会会長、脳科学関連学会連合の将来構想委員、日本学術会議連携会員、慶應義塾大学大学院医学研究科委員長を務める。

## 略歴
- 1979年 : 大阪教育大学附属高等学校天王寺校舎卒業[2]。
- 1985年 : 自治医科大学医学部医学科卒業、医師免許取得[2]。
- 1985年 - 1989年 : 大阪府立病院・大阪府衛生部医療対策課。
- 1989年 - 1993年 : 自治医科大学大学院医学研究科博士課程修了[2]。 日本学術振興会特別研究員。
- 1993年 - 1995年 : ロッシュ分子生物学研究所（Roche Institute of Molecular Biology）博士研究員。 Human Frontier Science Program 長期海外研究員[2]。
- 1995年 - 2002年 : セントジュート小児研究病院（St. Jude Childrenʼs Research Hospital）発達生物学部門。助教授[2]。
- 2002年 - 2003年 : 同准教授[2]。
- 2003年 - 慶應義塾大学医学部生理学教授[2]。
- 2017年 - 2023年 : 日本学術会議連携会員[3]。
- 2020年 - 2023年 : 日本神経科学学会会長[3]。
- 2023年 - 日本学術会議会員[4]。

## 主な業績
- 小脳プルキンエ細胞における代謝活性型グルタミン酸受容体の薬理学解析
- 小脳プルキンエ細胞におけるNMDA型グルタミン酸受容体の機能の解明
- AMPA受容体の樹状突起特異的輸送機構の解明
- シナプス可塑性の基盤となるAMPA受容体輸送機構の解明
- δ型グルタミン酸受容体のリガンドの発見とシグナル伝達機構の解明
- 補体ファミリー分子群によるシナプス形成・維持機構の発見

## 受賞歴
- 2005年 - 慶應義塾大学 北里賞
- 2012年 - 日本神経科学学会 時實利彦賞
- 2012年 - 文部科学省 文部科学大臣表彰（科学技術賞）
- 2022年 - 内藤記念科学振興賞
- 2023年 - 紫綬褒章[5]
- 2024年 - 上原賞